# 純名もも
純名 もも（じゅんな もも、1986年8月6日 - ）は、日本の元AV女優、元ストリッパー。

## 略歴
BS朝日のアイドル育成番組『アイドル有機塾』に現役アイドルとしてレギュラー出演していたが、2006年1月に着エロ作品をリリース。その後に雑誌グラビアでヌードを披露した後、同年4月、エスワンより『新人ギリギリモザイク』でAV女優としてデビュー。
同年5月1日、東洋ショーより同劇場所属のストリッパーとして初舞台を踏む。以降、AV、ストリップ双方で活躍した。
趣味はバレエ、テレホンカード集め、コスプレ。特技はピアノ。

## 主な出演作品

### アダルトビデオ
撮りおろし作品
2006年
- 新人ギリギリモザイク（4月7日、エスワン）
- ギリギリモザイク 学校でセックスしよっ♥（5月7日、エスワン）
- ギリギリモザイク 6つのコスチュームでパコパコ!（6月19日、エスワン）
- ギリギリモザイク み～んなでバコバコ学園生活♥（7月19日、エスワン）
- ギリギリモザイク もものセックスじっくり見せてあげる（8月19日、エスワン）
- ギリギリモザイク 妄想的特殊浴場 本指名（9月7日、エスワン）
- ギリギリモザイク バコバコ乱交17（10月7日、エスワン）
- ギリギリモザイク 絶頂! イキまくり潮吹きFUCK （11月7日、エスワン）
- ギリギリモザイク 元気美少女の絶叫FUCK（11月19日、エスワン）

2007年
- アナリーゼ2 正真正銘アナル処女（10月4日、SODクリエイト）
- 女子高生監禁凌辱 鬼畜輪姦76 青い被写体（10月7日、アタッカーズ）
- 初・真性中出し（11月22日、SODクリエイト）

2008年
- 背徳のアナル肛虐性交（1月7日、アタッカーズ）
- 集団いじめ学級 4（1月17日、SODクリエイト）
- 大江戸女処刑人（3月7日、アタッカーズ）
- TOKYO風俗地下クラブ（3月15日、トップワン）
- お尻の穴同性愛（4月19日、アンナと花子）
- W-QUEEN 2（4月20日、ジェイモデル）
- 逆ナンパ女子校生（6月14日、隼エージェンシー）
- となりの美人妻 第5章 7人の美人妻たち（6月14日、隼エージェンシー）
- 奴隷の住む家（7月7日、アタッカーズ）
- フェラコレ2008夏SP（7月12日、隼エージェンシー）
- ずる剥け潮吹きふたなり痴女のお姉ちゃん、巨根包茎可愛い弟。 姉弟二人はM男調教アナル開発近親相姦（7月19日、アンナと花子）
- 催眠術をかけてハメちゃいました（7月19日、ミスター・インパクト）
- 美脚クラブ180（7月19日、ミスター・インパクト）
- 楠木女学院 奴隷色のステージ 2（8月7日、アタッカーズ）
- こだわりの手コキ 4時間SP 9（8月9日、隼エージェンシー）
- 強制フェラ・浣腸・中出し・アクメ 放課後浣腸体罰倶楽部（8月19日、ドグマ）

2009年
- 手コキクリニック 9（3月5日、SODクリエイト）
- 親友レズビアン（5月15日、ワープエンタテインメント）
- デキる女は、乳首を責める。（5月15日、ワープエンタテインメント）
- 美人女子社員 2 （6月18日、サムシング）
- JK援交 VOL.2 大量潮吹き（6月23日、サムシング）

総集編
2006年
- S1ガールズコレクション S1女学院♥み～んなでパコパコ学園祭!2（10月7日、エスワン）
- S1ガールズコレクション ビッチャビチャ潮吹き大洪水25連発!（12月7日、エスワン）

2007年
- S1ガールズコレクション 発射無制限♥妄想的特殊大浴場2（1月7日、エスワン）
- S1ガールズコレクション ウブなセックスたっぷり見せちゃうぞ♥3（2月19日、エスワン）

### オリジナルビデオ
- 私はペットアイドル ご奉仕させていただきます（2006年1月20日、イーネットフロンティア）- 着エロ作品

### 成人映画
- それでも私は触られる 痴漢の罠（2008年2月25日、GPミュージアム）